# Allan Kerpan
Allan Edward Joseph Kerpan (né le 9 décembre 1954) est un homme politique provincial et fédéral canadien de la Saskatchewan. Il représente les circonscriptions fédérales de Moose Jaw—Lake Centre et de Blackstrap à titre de député du Parti réformiste du Canada et de l'Alliance canadienne de 1993 à 2000 et de la circonscription provinciale de Carrot River Valley à titre de député du Parti saskatchewanais de 2003 à 2007.

## Biographie
Né à Kenaston (en) en Saskatchewan, Kerpan étudie au St Peter's College (en) en 1969 à 1970.
Suivant l'élection fédérale de 2019, il devient partisan du séparatisme de l'ouest canadien par le biais du parti Wrexit Canada (en).